# 松重豊
松重 豊（まつしげ ゆたか、1963年〈昭和38年〉1月19日 - ）は、日本の俳優。福岡県福岡市東区出身。東京サンシャインボーイズ、蜷川スタジオを経て、ザズウ所属。

## 来歴
長崎県長崎市で生まれ、すぐに福岡県福岡市へ移住し、小学3年の頃大分県に住んだ。福岡市立香椎第2中学校在籍時、友人が所有するセックス・ピストルズのレコードを聴き、パンクロックなどの激しい音楽を聴き始める。のちにサンハウス、ザ・ロッカーズ、ザ・ルースターズなど「めんたいロック」と称される博多ビートバンド系を知り、ライブハウスへ通うも、くせ毛で髪が立てられないことや楽器が演奏できないことから、プレイヤーの道を諦めた。九州圏内で小学校を3回と中学校を2回、それぞれ転校した。
1981年（昭和56年）4月に西南学院高等学校を卒業して上京し、明治大学文学部文学科で演劇学を専攻する。当初は映画や演劇を製作する側を志すが、状況劇場、天井桟敷など舞台を多く観劇して演技に感動し、自らも俳優を目指す。1983年（昭和58年）に新宿の小劇場「スペースデン」で初舞台を踏み、三谷幸喜が主宰する東京サンシャインボーイズの作品に在学中から参加する。1986年（昭和61年）3月に大学を卒業して蜷川幸雄が主宰する劇団「蜷川スタジオ」に入団する。1989年に退団し、国内外の舞台、テレビドラマ、映画、Vシネマ、CM、ナレーションなどに多数出演した。困窮から嫌気がさし、1年以上俳優を休業したが、蜷川スタジオの同僚勝村政信やザズウ社長の松野恵美子らから激励を受け復帰した。1992年（平成4年）に黒沢清監督のホラー映画『地獄の警備員』で主演に抜擢され、バイプレーヤーとしてドラマなど起用される。
2012年（平成24年）1月に『孤独のグルメ』（テレビ東京）の井之頭五郎役で連続テレビドラマに初主演し、当たり役となった。2018年（平成30年）10月に『サンデー毎日』（毎日新聞出版）で初のエッセイ「演者戯言（えんじゃのざれごと）」を毎月第1火曜日の号で連載開始する。2019年（令和元年）10月に『ヒキタさん! ご懐妊ですよ』で映画初主演。北川景子と歳の差夫婦役で、不妊の原因を抱える主人公を演じる。2020年（令和2年）10月に初の短編小説『愚者譫言』（ぐしゃのうわごと）とエッセイを収録した書籍『空洞のなかみ』を発売し、書籍発売前に重版が決定する。書籍発売に関連して公式YouTubeチャンネルを年9月に公開する。

## 人物

### 名前
- 大相撲の大関初代豊山（時津風部屋）から採ったと親から聞く[11]。好角家としても知られ、力士は時津風部屋2代目豊山（元小結）を好む。中学3年時に、相撲雑誌『相撲』1977年12月号（ベースボール・マガジン社）「君と話そう」で2代目豊山と対談企画に抽選で選ばれ、1977年（昭和52年）九州場所で豊山と対談する[11][12]。

### 身長
- 誕生時は病院で最大の子供で、学童時は整列すると後ろから2番目だった[13]。
- 身長は190センチメートル (cm) であったが、年齢を経ると188cmになった[14][15]。デビューから中年期くらいまでは身長を低くサバ読みしていた。実際は190cmをやや超えていたが、あまりに身長が高いと「衣装が調達できない」との理由で配役を避けられることを嫌い、189cmと公称していた。中年期にはVシネマなどでヤクザ役を演じることが多かったため、自前でダブルボタンのスーツを仕立てて現場に持ち歩いていた[16][17]。

### 中高時代
- 中高時代は運動、特に格闘技系を好み、中学時は相撲の力士になりたかった。柔道二段で「払腰」を得意技[18]とする。

### 職歴
- 役者休業当時は、建設会社の正社員で現場作業員[19]として勤めた。

### 好みのタイプ
- 「清楚な人」、「一生懸命頑張る子」である。例示として、「女子マラソンなんかみてると涙出てくるんです。汗と涙を流して最後まで走る子なんかみると、もうたまりませんね。」と語っている[20]。

### 座右の銘
- 座右の銘は「その日ぐらし」である[21]。かつて演じた経験を持ち込まず「引き出しを持たずに全部捨てて、次に集中して臨むように」常に初心を忘れないとする信条の反映である[22]。

### 家族
- 父親は酒が入ると暴力が絶えず、『巨人の星』の星一徹のようにちゃぶ台をひっくり返す人であったが、松重にとっては日常茶飯事の光景であったこともあり「普通の家庭に育った」と述懐している[23]。
- 妻は10代からの付き合いで「友人でもある」存在[13]。
- 長男はTBSラジオディレクターの松重暢洋[24]。

### 福岡の交友関係
- 高校の先輩に陣内孝則がいる。NHKの楽屋で対面した際に「自分も西南です」と挨拶して以来親しくなり、陣内が監督した映画にも出演している。同じく高校の後輩には俳優の鈴木浩介もいる。
- 「バイプレイヤーズ」における光石研と2人の時の会話など、九州出身者との会話においては「地元言葉丸出し」となる[25]。

### 特技・趣味
- 音楽が好きで、愛聴するジャンルの広さに星野源も驚いた。星野とは音楽の話題で意気投合し、互いにおすすめの楽曲を紹介し合う仲となっている[26]。
- 散策を好み、常に歩数計を携帯している[14]。
- 家電製品を好み、特に炊飯器にはこだわりを持つ[14]。
- 写真撮影を好み、デジタルカメラではなくフィルムの一眼レフカメラでマニュアル操作のものを愛用[14]している。フィルムカメラにこだわるのは、若い頃に映画撮影を志向していた時期の名残である。
- 園芸が趣味だが、農園を借りる大規模なものではなく、自宅の限られた環境で行う家庭園芸を好む。自宅には、1m2の畑棚が設置されており、主に野菜を栽培している。結婚当初に定植したアロエは、数十年に渡り愛育している。食用の作物類やアロエ等の葉肉類のような実用作物の栽培を好むが、野菜類の休耕期には花卉類を植えて花を愉しむこともある[14]。
- ラジオを聴くのが好きで、「ラジオに育てられた世代」「レコードを気軽に買える訳ではなかったから、情報と音楽はラジオ」と語っている[13]。
- 出身地の福岡ではスピルオーバーによる韓国のラジオを聴取できたことから、幼少期から韓国の文化に触れており、親しみを持っていた。自身が監督や脚本などを務めた映画『劇映画 孤独のグルメ』でも韓国も舞台となっていたことから、韓国人の俳優を起用している。2024年10月の第29回釜山国際映画祭の会見において、記者から日韓関係について問われた際に「どんな状況になっても、このドラマ（孤独のグルメ）を愛していただける限り、僕は韓国に来て笑顔を振りまく覚悟はできている。僕が関わったドラマが役に立つのなら、本当にこれからの人生をささげたい」とコメントしている[27][28][29]。
- 2007年（平成19年）、備忘録とファンへの情報発信を兼ね、契約先プロバイダの＠niftyのサービスを利用して公式ブログを開設し、いかつい風貌に反して博多弁を交えた人間味あふれるユーモラスな文章で日記を綴っている。ブログ管理については、所属事務所や専門のサードパーティーなどに任せず自ら手作業で行い、毎週月曜日に記事を更新している[14]。2019年よりニフティのブログの仕様が変更され、更新が難渋したことから、新たなる情報発信のためTwitter、Instagramのアカウントを開設した[30]。Twitter、Instagramともに認証バッジの承認が得られなかったことを理由に、同年6月いっぱいでSNSアカウントを閉鎖したが[31]、2020年9月に「書籍宣伝のため」としてアカウントを再取得している[32]。
- 元々は喫煙者だったが、2005年頃に禁煙した。ドラマ等で喫煙シーンがある際はネオシーダーを代わりに吸う[33]。

### エピソード
- 初めて貰った芸能人のサインは、小学生時代に福岡県の百貨店岩田屋に訪れた際の落語家 桂米丸のものである。当時、特に米丸のファンではなかったが、芸能人のオーラに圧倒されたと述懐している[14]。
- 大学入学のため上京した直後、東京都世田谷区下北沢の中華料理店「珉亭」でアルバイトとして働くことになるが、バンド活動のため上京していた甲本ヒロトも偶然同日にバイトを始めた仲。以来30年以上にわたって交流がある[34]。松重はもともと映画監督志望で、甲本を主演にした自主映画を企画したこともあったが[35]、全体の3分の2ほどを撮り終えた所で制作資金が尽きお蔵入りとなっている。このことによる申し訳なさのため、松重は映画監督の夢を封印していたが、初監督作品として『劇映画 孤独のグルメ』を製作するにあたり、甲本にどうしても主題歌を作ってもらいたいと思い、手紙を書いてオファーを出した結果、ザ・クロマニヨンズが主題歌を担当することとなった[36][37]。
- 爆笑問題の太田光とは交友がある。初対面の時に太田からモデルガンを撃たれている[38]。
- 三谷幸喜の東京サンシャインボーイズにも在籍したが、数年して「この人には才能がない」と見切りをつけ自ら離れてしまった[39]。後述の『孤独のグルメ』についても「当たらないだろう」と内心思っていたことから、自分には「見る目がない」のだと語っている[39]。
- かつて住んでいたマンションの隣室には、のちにプロサッカー選手となる三笘薫の一家が住んでいた。三笘が小学生の頃、自宅の鍵が掛かっていた時に松重宅のリビングのソファでゲームをしながら母親の帰宅を待っていた[40][41][42]。

#### 孤独のグルメ
- 最初に主演のオファーを受けた際は「単なるオッサンが食べてるだけで、別に何か物語があるわけでもないし、事件が起こるわけでもない」「視聴者がつくかどうかわからない」との思いから「僕の中でも、プロフィールの汚点になるだろう」と思っていた[43]。その後も、「ただ（自分が）食べているだけで面白いって言われるのはいまだに心外です。どこを面白いって言っていただけているのか、自分ではわかっていないんです」と語っている[44]。『孤独のグルメ』に限らず、出演作はあまり観ない[44]。
- 主人公の井之頭五郎は下戸で甘党の設定だが、松重は元々酒豪で、収録の際内心では酒を飲みたいと思っていた[45]。そのため、原作者の久住昌之がミニコーナー「ふらっとQUSUMI」で酒を飲みながら店の名物を堪能しているのに対して「うらやましいなあと思いながら…半分はらわた煮えくり返ってますね」と語っていた[45]。2018年に「近年お酒が残る時間が長くなっている気がして」いたことや、五郎が酒が飲めない設定であることから、飲酒をすっぱり止めて本人も「下戸で甘党」に変化している[46]。
- 本来はSeason3で辞めるはずだったが、年配のファンから「次はいつやるの?」と声を掛けられる事があり、続ける意義が残ったことと、自分が必要とされる機会であること、人間ドックでも異常がなかったことから継続になったと語っている[47]。役者と言う職業柄、体型維持の為に、朝は6kmの散歩、『テレビ体操』(NHK)を10分、腹筋ローラーを30往復こなしている[48]。食事は朝食がヨーグルトとサラダ[48]。2015年時点において、撮影のない昼食は、ご飯半膳、目玉焼き、サラダ[48]。夕食は日本酒で炭水化物を摂り、後は肴程度だった[48]。節制している訳でもないので、食べたい時には食べ、飲みたい時には飲むと語っていた[48]が、前述のとおり2018年に酒を止めてからは、家で牛乳と甘いものを食べたら眠くなり夜12時には布団に入るような生活に変化した[46]。
- 松重が美味しそうに食べる姿や、放送時間が深夜帯だったため「夜食テロ」と呼ばれた[49]。放送後には撮影に使われた店が混雑するため妻子を連れて行けないとインタビューに答えている。そのため、気に入った店については「放送前に妻と行って復習する」[43]。

## 出演

### 舞台
- 東京サンシャインボーイズ（作：三谷幸喜）
  - 6ペンスの唄（1983年、演出：山田和也）
  - プーサン酒場と3つのわくわくする物語（1983年、演出：山田和也）
  - 愛しの満天クラブ（1984年、演出：三谷幸喜）
  - 48センチの喜劇（1985年、演出：山田和也）
  - くたばれサンダース（1985年、演出：三谷幸喜）
- 東宝制作
  - オイディプス王（1986年、作：ソポクレス、演出：蜷川幸雄）
  - テンペスト（1987年、作：ウィリアム・シェイクスピア、演出：蜷川幸雄）
  - ガイズ・アンド・ドールズ（1993年、作詞作曲：フランク・レッサー、演出：釜紹人）
- NINAGAWA少年少女鼓笛隊による血の婚礼（1986年、NINAGAWA STUDIO、作：清水邦夫、演出：蜷川幸雄）
- ZAZOUS THEATER（作・演出：鈴木勝秀）
  - 青山円形劇場プロデュース LYNX（1990年）
  - ソカ（1991年）
  - シープス（1992年）
  - 銀龍草（1992年）
  - ウエアハウス（1993年）
  - SWEET HOME（1994年、作：柳美里、構成・演出：鈴木勝秀）
- 第三舞台（作：鴻上尚史）
  - デジャ・ヴュ（1991年、演出：板垣恭一）
  - トランス（1993年、演出：鴻上尚史）
  - パレード旅団（1995年、演出：鴻上尚史）
  - 朝日のような夕日をつれて'97（1997年、演出：鴻上尚史）
- カラマーゾフの兄弟（1992年、フラワーカンパニーズ、原作：フョードル・ドストエフスキー、脚色・演出：木野花）
- ローゼンクランツとギルデンスターンは死んだ （1994年、メジャーリーグ、作：トム・ストッパード、演出：鵜山仁）
- パルコプロデュース
  - クラウド9（1995年、メジャーリーグ、作：キャリル・チャーチル、演出：マシュー・ロイド）
  - 彦馬がゆく（2002年、作・演出：三谷幸喜）- 主演・坂本竜馬 役
  - LOVE LETTERS（2003年、作：A.R.ガーニー、演出：青井陽治）
  - 49日後…（2008年、作：竹内佑、演出：池田成志）
  - 不器用な人々（2008年、作・演出：チャン・ジン）
  - LOVE30 Vol.3「しゃぼん」（2009年、作：藤本有紀、演出：宮田慶子）
  - レミング 〜世界の涯まで連れてって〜（2013年、作：寺山修司、演出：松本雄吉）
- ウィンド・イン・ザ・ウィロー（1995年、ホリプロ、原作：ケネス・グレアム、脚本：アラン・ベネット、演出：ジェレミー・サムズ）
- ハムレット （1995年・1998年、銀座セゾン劇場、作：ウィリアム・シェイクスピア、演出：蜷川幸雄）
- 忠臣蔵ブートレッグ（1995年、全労済ホールスペース・ゼロ、脚本：戸田山雅司、演出：いのうえひでのり）
- NODA・MAP（作・演出：野田秀樹）
  - TABOO（1996年）
  - パンドラの鐘（1999年、Bunkamura、蜷川版演出：蜷川幸雄）
- 流れ姉妹〜たつことかつこ〜（2005年・2010年、真心一座 身も心も、作：千葉雅子、演出：河原雅彦）
- 電界（2006年、猫のホテル、作・演出：千葉雅子）
- 昔の女（2009年、新国立劇場、作：ローラント・シンメルプフェニヒ、演出：倉持裕）
- マレーヒルの幻影（2009年、森崎事務所、作・演出：岩松了）
- パーマ屋スミレ（2012年、新国立劇場、作・演出：鄭義信）
- 小指の思い出（2014年、東京芸術劇場、作：野田秀樹、演出：藤田貴大）
- プルートゥ PLUTO（2015年、Bunkamura、上演台本：谷賢一、演出・振付：シディ・ラルビ・シェルカウイ） - アブラー 役
- 家族の基礎〜大道寺家の人々〜（2016年、Bunkamuraシアターコクーン・シアタードラマシティ、作・演出：倉持裕）[50]

### テレビドラマ

#### NHK
- 大河ドラマ
  - 毛利元就　第28回 - 最終回（1997年、NHK） - 吉川元春 役
  - 北条時宗（2001年） - 謝太郎 役
  - 八重の桜 第1回 - 第29回（2013年1月6日 - 7月21日、NHK） - 山本権八 役
  - いだてん〜東京オリムピック噺〜（2019年1月6日 - 12月15日、NHK） - 東龍太郎 役
  - どうする家康 第1回 - 第34回・最終回（2023年1月8日 - 9月3日・12月17日、NHK） - 石川数正 役[51][52][注 1]
- 金曜時代劇
  - 新 腕におぼえあり よろずや平四郎活人剣（1998年、NHK） - 北見十蔵 役
  - 人情とどけます〜江戸娘飛脚〜 第3話（2003年） - 木津屋八兵衛 役　
  - 茂七の事件簿 ふしぎ草紙 第3話（2003年） - 寿八郎 役
  - 柳生十兵衛七番勝負（2005年） - 戸田勘解由 役
- 喪服のランデヴー 第2話（2000年、ドラマDモード） - 松木敏夫 役
- 強行犯捜査第七係（2002年、BShi、HVサスペンス）
- NHK夜の連続ドラマ
  - ロッカーのハナコさん（2002年） - 椎名俊輔 役　
    - 帰ってきたロッカーのハナコさん（2003年） - 同上
- 正月時代劇
  - またも辞めたか亭主殿〜幕末の名奉行・小栗上野介〜（2003年） - 栗本瀬兵衛 役　
  - 家康、江戸を建てる 前編（2019年1月2日 / 1月1日、BS4K先行放送） - 伊奈忠次 役
- 朗読紀行 にっぽんの名作「猟銃」（2003年、BShi）
- 福岡発地域ドラマ（NHK福岡）
  - 我こそサムライ!（2005年） - 田川悟郎 役
  - You May Dream〜ユーメイ ドリーム（2018年3月2日） - 副田敏雄 役[54]
- シェエラザード 〜海底に眠る永遠の愛〜（2004年）
- 土曜ドラマ
  - クライマーズ・ハイ（2005年） - 岸文平 役　
  - ハゲタカ 第6話（2007年） - 大賀康男 役
  - 足尾から来た女（2014年1月18日・25日） - 日下部錠太郎 役
  - トットてれび（2016年4月30日 - 6月18日） - 王さん 役
  - 今ここにある危機とぼくの好感度について（2021年4月24日 - 5月29日、総合 / 4月30日 - 6月4日 、BS4K） - 三芳総長 役
- 連続テレビ小説
  - ちりとてちん（2007年） - 和田正典 役
  - カムカムエヴリバディ 第42回 - 第110回（2021年12月28日 - 2022年4月6日） - 伴虚無蔵 役[55][56]
- 妖しき文豪怪談「鼻」（2010年8月25日、BShi） - 主演・禅智 役
- ドラマ10
  - ラストマネー -愛の値段-（2011年9月13日 - 10月25日） - 如月洋大 役　
  - オリバーな犬、 (Gosh!!) このヤロウ（2021年9月17日 - 10月1日） - 龍門 役[57][58]
    - オリバーな犬、 (Gosh!!) このヤロウ シーズン2（2022年9月20日 - 10月4日） - 同上 [59]
- 特集ドラマ
  - 2030 かなたの家族（2015年9月26日) [60]　
  - 太陽を愛したひと〜1964あの日のパラリンピック〜（2018年8月22日） - 天児民和 役
- NHKスペシャル 未解決事件File.05『ロッキード事件』（7月23・24日） - 主演・吉永祐介 役

#### 日本テレビ系列
- ふたりの秘密（1991年、よみうりテレビ）
- 土曜ドラマ
  - 蘇える金狼（1999年） - 広木典明 役
  - ドン★キホーテ（2011年7月9日 - 9月24日） - 兵頭大介 役
- 火曜サスペンス劇場 苦い夜（1999年） - 瀬尾龍一 役
- 明日があるさ 第10話（2001年） - 折原 役　Saturday Drama
- 水曜ドラマ
  - 最後の弁護人（2003年） - 沢登圭一郎 役
  - 共犯者 第3-10話（2003年） - 野沢雅也 役
  - ラストプレゼント 娘と生きる最後の夏（2004年） - 古茂口優 役
  - 明日、ママがいない 第2話・第5話 - 第8話（2014年1月22日・2月12日 - 3月5日） - 川島剛志 役
  - Dr.倫太郎（2015年4月15日 - 6月17日） - 蓮見榮介 役
- 乱歩R 第7話「地獄の道化師」（2004年、よみうりテレビ） - 綿貫 役
- 東京ワンダーシリーズ - 山崎信吾 役
  - 東京ワンダーホテル（2004年）
  - 東京ワンダーツアーズ（2005年）
- 丹下左膳（2004年） - 峰丹波 役
- 名探偵コナン 工藤新一への挑戦〜さよならまでの序章（プロローグ）〜（2006年） - 東邦夫 役
- 59番目のプロポーズ（2006年、DRAMA COMPLEX） - マスター 役
- 死ぬかと思った Case7「ビビる男」（2007年、バリューナイトフィーバー） - 里中 役
- 24時間テレビドラマスペシャル みゅうの足パパにあげる（2008年8月30日） - 黒瀬和夫 役
- 恋のから騒ぎ ドラマスペシャル〜Love StoriesVI〜（2009年9月25日） - 立岩良太郎 役
- お家さん（2014年5月9日、読売テレビ開局55年記念ドラマ） - 本村勉 役
- デスノート（2015年7月5日 - 9月13日、日曜ドラマ） - 夜神総一郎 役

#### テレビ朝日系列
- ネオドラマ フーライ嬢 日向子（1992年）
- 幻想ミッドナイト「怪物たちの夜」（1997年） - 鹿内 役
- 木曜ドラマ
  - 愛しすぎなくてよかった（1998年） - 小笠原煖 役
  - R-17 第1・2話（2001年） - 大垣五郎 役
  - アナザヘヴン〜eclipse〜（2000年） - 稲富圭一 役
  - つぐみへ…〜小さな命を忘れない〜（2000年） - 向坂俊彦 役
- なっちゃん家 第11話（1998年、ウイークエンドドラマ）
- サントリーミステリー大賞スペシャル
  - イントゥルーダー（1999年）
  - 午前三時のルースター（2000年）
- 土曜ワイド劇場
  - タクシードライバーの推理日誌12（2000年） - 伊坂忠彦 役
  - 名探偵・明智小五郎 三角館の恐怖エレベーター密室殺人（2000年）
  - おばはん刑事!流石姫子第4作（2000年）
  - 鬼子母神（2001年）
  - 家政婦は見た!22（2004年） - 立川政次 役
  - 隠蔽捜査（2008年10月4日） - 下平SIT隊長 役
  - 女警察署長（2009年5月23日） - 熊田刑事 役
  - 愛と死の境界線（2011年3月26日、朝日放送） - 山下征治刑事 役
- はみだし刑事情熱系 part VII 第1話（2003年） - 真田 役
- 女と男と物語 第7話「包丁を売る男」（2003年）
- 木曜ミステリー
  - 異議あり!女弁護士大岡法江 第8・9話（2004年） - 吉宗徹治 役　
  - 女刑事みずき〜京都洛西署物語〜（2005年） - 原田武 役
    - 女刑事みずき〜京都洛西署物語〜 2nd SEASON（2007年） - 同上
    - 女刑事みずきスペシャル（2010年6月24日） - 同上
- 月曜時代劇
  - 天罰屋くれない 闇の始末帖 第4話（2003年） - 福田正衛門 役
  - 忠臣蔵（2004年） - 清水一角 役
- ダムド・ファイル file no.0027（2004年、名古屋テレビ） - 土屋憲一 役
- 相棒 Season4 第17話（2006年） - 栗又幸治 役
- 白虎隊 第一夜（2007年、新春スペシャルドラマ） - 山本覚馬 役
- 天と地と（2008年1月6日、テレビ朝日開局50周年記念ドラマスペシャル） - 村上義清 役
- 忠臣蔵 音無しの剣（2008年12月14日、ドラマスペシャル） - 小林平八郎 役
- コールセンターの恋人（2009年7月 - 9月、朝日放送・テレビ朝日） - 酒巻謙一 役
- 椿山課長の七日間（2009年12月19日） - 市川繁夫 役
- 金曜ナイトドラマ
  - 熱海の捜査官（2010年7月30日 - 9月17日） - 捨坂修武 役
  - 死神くん（2014年4月18日 - 6月20日） - 主任 役
  - 時効警察はじめました 最終話（2019年12月6日） - 只野教授 役
- 新・警視庁捜査一課9係 season2 第1話（2010年6月30日）
- 検事・鬼島平八郎（2010年10月22日 - 12月3日、朝日放送、ABC創立60周年記念ドラマ） - 藤波検事 役
- 俺の空〜刑事編〜（2011年10月16日 - 12月18日、日曜ナイトプレミア） - 田村政春 役
- Answer〜警視庁検証捜査官（2012年4月18日 - 6月13日） - 薄井昭三 役
- 狙撃（2016年10月2日、日曜エンターテインメント） - 真武士高（またけ ただたか） 役
- 内閣情報調査室 特命調査官・ハト（2017年12月10日、日曜ワイド） - 主演・須波太平 役
- 指定弁護士（2018年9月23日、日曜プライム） - 筧田吾郎 役[61]
- 平成ばしる（2018年12月28日） - 松重豊（本人） 役[62]
- 白い巨塔（2019年5月22日 - 26日、テレビ朝日開局60周年記念5夜連続ドラマスペシャル） - 鵜飼裕次 役

#### TBS系列
- 花王 愛の劇場
  - ラブの贈りもの（1996年） - 福島猛彦 役　
    - ラブの贈りもの2（1997年） - 同上
- 月曜ドラマスペシャル
  - 夏の恐怖劇場3 前世の女（1999年）
  - 横浜本牧殺人ファイル 白磁の肌を持つ女（2000年）
  - 税務調査官・窓際太郎の事件簿 第11作（2004年） - 重村邦夫 役
- A side B（2001年）
- 月曜ミステリー劇場 ざこ検事 潮貞志の事件簿（2002年） - 乃木坂猛 役
- ひと夏のパパへ（2003年） - 細野一作 役
- ですよねぇ。（2006年） - 春日部 役
- 土8ドラマ
  - ブラッディ・マンデイ Season1 （2008年10月 - 12月） - 加納生馬 役
    - ブラッディ・マンデイ Season2 （2010年1月23日 - 3月20日） - 同上

  - MR.BRAIN 第2話（2010年） - 岸川誠司 役
- 月曜ゴールデン
  - 法廷サスペンスSP4 二重裁判（2010年6月1日） - 塩島 役
  - スクープ 遊軍記者・布施京一（2015年6月15日） - 黒田祐介 役
- 日曜劇場
  - 運命の人（1月15日 - 3月18日） - 司修一 役
  - サマーレスキュー〜天空の診療所〜（2012年7月8日 - 9月23日） - 沢口哲夫 役
- クローン ベイビー（2010年10月8日 - 12月17日、Friday Break） - 青柳数馬 役
- 新春ドラマ特別企画 赤い指〜『新参者』加賀恭一郎再び!（2011年1月3日、TBS） - 小林主任 役
- ブラックボード〜時代と戦った教師たち〜 第2夜（2012年4月6日、三夜連続スペシャルドラマ） - 安田辰夫 役
- 刑事のまなざし（2013年10月7日 - 12月16日、月曜ミステリーシアター） - 福森誠一 役
- 変身インタビュアーの憂鬱（2013年10月21日 - 12月23日、ドラマNEO） - 黒曲亜理里 役
- 火曜ドラマ
  - 女はそれを許さない （2014年10月21日 - 12月23日） - 蝶野薫 役
  - 重版出来!（2016年4月12日 - 6月14日） - 和田靖樹 役[63]　
  - 持続可能な恋ですか?〜父と娘の結婚行進曲〜（2022年4月19日 - 6月21日） - 沢田林太郎 役[64]
- 金曜ドラマ
  - アンナチュラル（2018年1月12日 - 3月16日） - 神倉保夫 役[65]
  - MIU404 第8話（2020年8月14日） - 同上
- あしたの家族（2020年1月5日、新春ドラマ特別企画） - 小野寺俊作 役

毎日放送
- 子育てプレイ&MORE 第10・11話（2009年） - 大塚武 役
- 深夜食堂（2009年10月10日） - 剣崎竜 役
  - 深夜食堂2（2011年10月14日・12月16日） - 同上
  - 深夜食堂3（2014年12月8日・12月22日） - 同上
- MM9-MONSTER MAGNITUDE-（2010年7月7日 - 9月29日） - 久里浜祥一 役

#### テレビ東京
- 怪奇大家族 第8話（2004年） - メメント森 役
- 怨み屋本舗Vol.2（2006年、ドラマ24） - 近藤集 役
- 孤独のグルメシリーズ - 主演・井之頭五郎 役
  - 孤独のグルメ（2012年1月4日 - 3月21日）
  - 孤独のグルメ season2（2012年10月10日 - 12月26日）
  - 孤独のグルメ Season3（2013年7月10日 - 9月25日）
  - 孤独のグルメ Season4（2014年7月9日 - 9月24日）
  - 孤独のグルメ Season5（10月2日 - 12月18日） [66]
  - 孤独のグルメ お正月スペシャル〜真冬の北海道・旭川出張編（2016年1月1日）
  - 孤独のグルメスペシャル!真夏の東北・宮城出張編（2016年8月3日）
  - 孤独のグルメ お正月スペシャル〜井之頭五郎の長い一日（2017年1月2日）
  - 孤独のグルメ Season6（4月8日 - 7月1日）[67]
  - 孤独のグルメ 大晦日スペシャル〜食べ納め!瀬戸内出張編〜（2017年12月31日）
  - 孤独のグルメ Season7（2018年4月6日 - 6月29日）[68]
  - 孤独のグルメ大晦日スペシャル 京都・名古屋出張編 生放送でいただきます!（2018年12月31日）[69]
  - 孤独のグルメ Season8（2019年10月5日 - 12月21日）
  - 孤独のグルメ 2019大晦日スペシャル 緊急指令!成田〜福岡〜釜山 弾丸出張編!（2019年12月31日）
  - 孤独のグルメ 2020大晦日スペシャル 〜俺の食事に密はない、孤独の花火大作戦！〜（2020年12月31日）[70]
  - 孤独のグルメ Season9（2022年7月9日 - 9月24日）[71]
  - 孤独のグルメ 2021大晦日スペシャル 〜激走！絶景絶品・年忘れロードムービー〜（2022年12月31日）[72]
  - 孤独のグルメ Season10（10月8日 - 12月24日）[73]
  - 孤独のグルメ2022大晦日スペシャル 年忘れ、食の格闘技。カニの使いはあらたいへん。（12月31日）[74]
  - 孤独のグルメ2023大晦日スペシャル 井之頭五郎、南へ逃避行「探さないでください。」（2023年12月31日）[75]
  - 孤独のグルメ特別編 それぞれの孤独のグルメ（2024年10月5日 - 12月20日）[76]
  - 孤独のグルメ2024大晦日スペシャル 太平洋から日本海 五郎、北へ あの人たちの所まで。（2024年12月31日）[77]
- バイプレイヤーズシリーズ - 主演・松重豊（本人） 役
  - バイプレイヤーズ 〜もしも6人の名脇役がシェアハウスで暮らしたら〜（2017年1月14日 - 4月1日） - （6人での複数主演） [78]
  - バイプレイヤーズ 〜もしも名脇役がテレ東朝ドラで無人島生活したら〜（2018年2月7日 - 3月7日） - （5人での複数主演）
  - バイプレイヤーズ〜名脇役の森の100日間〜（2021年1月8日 - 3月26日） - （4人での複数主演）[79]
- 水曜ミステリー9
  - 偽証法廷（2012年4月4日） - 右田克夫 役
  - 警視庁特命刑事☆二人〜代官山コールドケース〜（2015年12月23日） - 主演・水戸部裕 役
    - 警視庁特命刑事☆二人2〜新宿・荒木町コールドケース〜（2017年1月25日） - 同上
- 破獄（2017年4月12日、テレビ東京開局記念日 ドラマ特別企画） - 大田坂洋 役
- 釣りバカ日誌 Season2〜新米社員 浜崎伝助〜（2017年5月26日） - 井之頭五郎 役
- ミッドナイト・ジャーナル 消えた誘拐犯を追え!七年目の真実（2018年3月30日） - 山上光顕 役
- 二つの祖国（2019年3月23日・24日、テレビ東京開局55周年特別企画 ドラマスペシャル） - 天羽乙七 役
- きょうの猫村さん（2020年4月9日 - 9月17日） - 主演・猫村ねこ 役[80]
- 月曜プレミア8
  - 警視庁遺失物捜査ファイル（2020年8月24日） - 山之内三郎 役
  - 横山秀夫サスペンス
    - 第三の時効（2021年11月29日） - 主演・楠見昌平 役[81][82]
    - ペルソナの微笑（2023年1月23日） - 楠見昌平 役[83]

  - 大川と小川の時短捜査（2022年9月12日） - 主演・大川勇治 役（濱田岳とW主演）[84]
    - 大川と小川の休日捜査（2024年9月30日） - 同上[85]

#### フジテレビ系列
- JOCX系列
  - NIGHT HEAD 第14話（1993年） - 反町 役
  - Trap-TV #17「隣人～Paranoia～」（1993年） - 金子 役
  - MAESTRO（1993年） - ホルン奏者 役
- 第6回ヤングシナリオ大賞「飛べないオトメの授業中」（1994年）
- 寿司、食いねェ! 第1話（1996年、関西テレビ、花王ファミリースペシャル） - 工藤 役
- 新 木曜の怪談「cyborg」第2話（1996年）-テロリスト
- 将太の寿司 第15話・第16話（1996年） - 鬼村龍二 役
- 踊る大捜査線シリーズ - 眉田克重 役
- 踊る大捜査線 第2話（1997年）
  - 逃亡者 木島丈一郎（2005年、プレミアムステージ）
  - 深夜も踊る大捜査線 THE FINAL（2012年9月3日 - 9月6日）
- 金曜エンタテイメント
  - 美人三姉妹温泉芸者が行く!5（1998年）
  - お気らく主婦の大冒険3（2000年）
  - サラリーマン刑事4（2004年） - 藤森課長 役
  - 空中ブランコ（2005年） - 吉安 役
- 世にも奇妙な物語
  - '98秋の特別編「懲役30日」（1998年） - 看守 役
  - '04秋の特別編「地獄は満員」（2004年） - 武藤 役
  - '16春の特別編「クイズのおっさん」（2016年5月28日） - 主演・クイズのおっさん 役 [86]
- タブロイド 第7話（1998年、水曜劇場） - 久喜眞治 役
- お水の花道〜女30歳ガケップチ〜 第11話（1999年）
- 木曜劇場
  - アフリカの夜（1999年） - 火野史郎 役
  - ビッグマネー!〜浮世の沙汰は株しだい〜（2002年） - 蒔田 役
  - 拝啓、父上様 第4・5・8・9話（2007年） - シャク半 役
  - ありふれた奇跡（2009年1月 - 3月） - 神戸幸作 役
  - 不毛地帯（2009年10月 - 2010年3月、フジテレビ開局50周年記念ドラマ） - 小出宏 役
- 火10ドラマ（関西テレビ）
  - ウソコイ 第2・3話（2001年）
  - 天体観測（2002年） - 松原茂樹 役
  - 僕と彼女と彼女の生きる道 第9-12話（2004年） - 斉藤裕一 役
  - ブスの瞳に恋してる（2006年） - 上島聡 役
  - グッドライフ〜ありがとう、パパ。さよなら〜 1話・3話・9話（2011年4月19日 - 6月14日） - 澤本大地の父親 役
- 御家人斬九郎 第5シリーズ第10回（2002年）
- 火9ドラマ
  - ダブルスコア 第4話（2002年） - 佐伯真樹夫 役
  - 顔 第11話（2003年） - 加西徹 役
  - FIRE BOYS 〜め組の大吾〜 第2話（2004年） - 森田警部 役
  - 離婚弁護士II（2005年） - 大庭保 役
  - ハチミツとクローバー （2008年1月 - 3月） - 庄田教授 役
  - CONTROL〜犯罪心理捜査〜 第6話（2011年2月15日） - 宮原克己 役
  - 遅咲きのヒマワリ〜ボクの人生、リニューアル〜（2012年10月23日 - 12月25日） - 日下哲也 役
- 演技者。 2ndシリーズ「ミツオ」（2002年） - 板長 役
- バベル B8F「贖罪」（2002年、BSフジ） - 一ノ瀬一樹 役
- ドリームメーカーTV ピルグリ（2003年、BSフジ）
- 太閤記 サルと呼ばれた男（2003年） - 蜂須賀小六 役
- 春のドラマスペシャル 女達の罪と罰（2004年） - 杉田博 役
- ディビジョン1「ゆくな!龍馬」（2005年） - 有崎幸太郎 役
- WATER BOYS 2005夏（2005年） - 名嘉尾大悟 役
- 女の一代記 第3夜・杉村春子（2005年）
- 月9ドラマ
  - 西遊記（2006年） - 混世魔王 役
  - プロポーズ大作戦（2007年） - 伊藤松憲 役
    - プロポーズ大作戦SP（2008年3月25日） - 同上

  - 太陽と海の教室 第1回（2008年） - 根岸正洋 役
  - 夏の恋は虹色に輝く（2010年7月19日 - 9月20日） - 青木久雄 役
  - HERO 第2シリーズ（2014年7月14日 - 9月22日） - 川尻健三郎 役
  - デート〜恋とはどんなものかしら〜 （2015年1月19日 - 3月23日） - 藪下俊雄 役[87]
    - デート〜恋とはどんなものかしら〜2015夏 秘湯（2015年9月28日） - 同上

  - 貴族探偵（2017年4月17日 - 6月26日） - 山本 役[88]
- 赤と黒のゲキジョー 黒い看護婦（2月13日） - 田中明 役
- プロポーズ兄弟〜生まれ順別 男が結婚する方法〜（2011年2月21日） - 安西源五郎 役
- 金曜プレステージ
  - 宮部みゆきスペシャル 魔術はささやく（2011年9月9日） - 橋本信彦 役
  - 警部補・佐々木丈太郎 第3作目（2011年） -伊地知寛之 役
  - 松本清張没後20年特別企画・疑惑（2012年11月9日） - 岩瀬厚一郞 役
  - 屍活師〜女王の法医学〜（2013年9月27日） - 村上衛 役
- dinner（2013年1月13日 - 3月24日、ドラマチック・サンデー） - 今井耕助 役
- 幸せになる3つの買い物「マンションを買った女」（2013年6月25日、関西テレビ、アラ40女子 ドラマスペシャル）
- 素敵な選TAXIスペシャル〜湯けむり連続選択肢〜（2016年4月5日、関西テレビ） - 窪田健吾 役[89]
- パーフェクトワールド（2019年4月16日 - 6月25日、関西テレビ） - 川奈元久 役

#### WOWOW
- ドラマW
  - 愛と資本主義（2003年） - ハマサキ 役
  - 心の砕ける音 〜運命の女〜（2005年）
  - アルバイト探偵（アイ）/100万人の標的（2005年） - 島津 役
  - 震度0（2007年）
  - 蒼い瞳とニュアージュ（2007年） - 甲斐塚英人 役
  - 第三のミス〜まず石を投げよ〜（2009年12月13日）
  - 再生巨流（2011年3月6日） - 近藤和幸 役
  - 父と息子の地下アイドル（2020年2月23日） - 主演・千堂真澄 役[90]
- 囚われつかじ〜13人の容疑者〜 第8回「会長殺しの容疑」（2008年6月18日）
- 連続ドラマW
  - プリズナー（2008年10月） - 王尊民 役
  - ヒトリシズカ 第3・4話（2012年11月4日・11日） - 鮎川五郎 役
  - トクソウ（2014年5月11日 - 6月8日） - 三田村幸太郎 役
  - 東野圭吾「変身」 第4話 （2014年8月17日） - 葉村春彦 役
  - 罪人の嘘 （2014年8月31日 - 9月28日） - 鴨下和哉 役
  - 荒地の恋（2016年1月9日 - 2月6日） - 三田村貴一 役[91]
  - アキラとあきら（2017年7月10日 - 9月3日） - 山崎孝造 役
  - 悪党〜加害者追跡調査〜（2019年5月12日 - 6月16日） - 主演・木暮正人 役（東出昌大とダブル主演）[92]
  - いりびと-異邦人-（2021年11月28日 - 12月26日、WOWOWプライム・WOWOWオンデマンド） - 志村照山 役[93]
- 神木隆之介の撮休 第6話「ファン」（2021年2月11日、WOWOWプライム）[94]
- 連続ドラマW-30 にんげんこわい2 最終話「笠碁」（2023年9月15日） - 近江屋の隠居 役[95]

### Webドラマ
- アマルフィ ビギンズ（2009年6月、ドコモ動画） - クーリーを名乗る男
- 孤独のグルメ〜美味しいけどホロ苦い…井之頭五郎の災難〜（2022年3月31日、Paravi/4月1日、ひかりTV） - 主演・井之頭五郎 役[96]

### 映画

#### 1990年代
1992年
- 地獄の警備員 - 富士丸 役

1993年
- 病院で死ぬということ

1994年
- 青空に一番近い場所

1995年
- 四姉妹物語
- 午後の遺言状 - 両岡大五郎 役
- FLIRT/フラート

1996年
- 友子の場合 - 藤井 役
- 新 居酒屋ゆうれい - 殺し屋 役

1997年
- 香港大夜総会 タッチ&マギー
- 東京夜曲
- ガード・ドッグ

1998年
- リング - 吉野 役
- らせん - 吉野 役
- 女刑事RIKO 聖母の深き淵
- ショムニ - 穴崎始 役

1999年
- カリスマ（日本公開2000年） - 猫島 役
- アドレナリンドライブ - 黒岩 役
- EM/エンバーミング - 平岡刑事 役
- セカンドチャンス - 日比野 役
- ゴジラ2000 ミレニアム - 取材クルー 役

#### 2000年代
2000年
- MONDAY - 久保正樹 役
- どら平太 - 乾善四郎 役
- ざわざわ下北沢
- ちんちろまい - ウッディ・ワン 役
- 新・仁義なき戦い - 松田安蔵 役
- 三文役者 - キミエの兄 役

2001年
- EUREKA - 松岡 役
- 人間の屑（2000年製作） - オールバックの男 役
- えんがわの犬 - 韮崎 役
- サトラレ - 白木重文 役
- みんなのいえ - 背の高い男 役
- 多摩川少女戦争 - 苫米地 役
- けものがれ、俺らの猿と - 警備員 役
- 最悪
- RED SHADOW 赤影 - 上条高虎 役
- Go! - 真木 役
- 修羅雪姫 - 蓮去 役

2002年
- FILAMENT〈フィラメント〉 - 寺島リキ 役
- DRIVE - 医者 役
- ロックンロールミシン - 部長 役
- SFホイップクリーム - HIDE（ヒデ・サイトウ・ピエール） 役
- 刑務所の中 - 小屋正吉 役

2003年
- T.R.Y.（2002年製作） - 波多野 役
- 姐御 ANEGO - 平茂樹 役
- オー・ド・ヴィ - 井ノ上 役
- ロデオドライブ - トミー 役
- 銃声 LAST DROP OF BLOOD - 吉沢 役
- ドラゴンヘッド - 佐伯 役
- ロッカーズ ROCKERS - コンテスト司会者 役
- Bird's Eye バーズ・アイ - 権藤将 役

2004年
- メシア 伝えられし者たち（2003年製作）
- 着信アリ - 藤枝一郎 役
- ふくろう（2003年製作） - トクモリシンタロウ 役
- ロスト★マイウェイ - 吾郎 役
- 日常恐怖劇場 オモヒノタマ〜念珠 参ノ珠「オレオレ」（2003年製作） - 権藤 役
- Believer ビリーバー - 島田 役
- 地球で最後のふたり（2003年製作） - ユキオ 役
- 電脳刑事まつり 「奪われた刑事 Snatches」
- 血と骨 - 高信義 役
- レディ・ジョーカー - 西村寛司 役

2005年
- 極道の妻たち 情炎 - 坂下組若頭 長嶺昇三 役
- 交渉人真下正義 - 眉田克重 役
- いらっしゃいませ、患者さま。 - 岡谷以蔵 役
- 聞こゆるや（2004年製作） - ぶどう園のオーナー 役
- 亀は意外と速く泳ぐ - ラーメン屋のオヤジ 役
- SHINOBI-HEART UNDER BLADE- - 服部半蔵正就 役
- キャッチボール屋 - 後藤 役

2006年
- 転がれ! たま子 - 中村源蔵 役
- シムソンズ - 高松康文 役
- チェケラッチョ!! - 玉城克治 役
- 東京フレンズ The Movie - 白川 役
- ラフ ROUGH - 二ノ宮憲次郎 役
- 太陽の傷 - 尾崎勝也 役
- キャッチボール屋 - 後藤 役
- 悲しき天使 - 木ノ下剛士 役
- ネコと金魚の恋物語

2007年
- 愛の流刑地 - 関口重和 役
- 刺青 堕ちた女郎蜘蛛 - 奥島隆 役
- 龍が如く 劇場版 - 伊達真 役
- しゃべれども しゃべれども - 湯河原太一 役 （第62回 毎日映画コンクール 助演男優賞受賞作）
- 図鑑に載ってない虫 - 真島 役
- 親父 - 山城組 組員
- スキヤキ・ウエスタン ジャンゴ - トシオ 役
- 転々
- クローズ ZERO - 牛山 役
- やじきた道中 てれすこ - 地廻りの太十 役
- Little DJ〜小さな恋の物語
- スマイル 聖夜の奇跡
- 茶々 天涯の貴妃 - 本多佐渡守正信 役

2008年
- TOKYO!「Shaking Tokyo」 - 引きこもり 役
- 石内尋常高等小学校 花は散れども
- K-20 怪人二十面相・伝 - 牢屋の囚人 役

2009年
- クローズZERO II - 牛山 役
- ディア・ドクター
- 曲がれ!スプーン
- インスタント沼

#### 2010年代
2010年
- すべては海になる - 蓮沼守夫 役
- 孤高のメス - 実川剛 役
- 踊る大捜査線 THE MOVIE3 ヤツらを解放せよ! - 眉田克重 役
- ハナミズキ - 木内健二郎 役

2011年
- 探偵はBARにいる（9月10日公開、東映） - 相田 役
- DOG×POLICE 純白の絆（10月1日公開）

2012年
- 麒麟の翼 〜劇場版・新参者〜（1月28日公開）
- アウトレイジ ビヨンド（10月6日公開） - 繁田 役

2013年
- ばななとグローブとジンベイザメ（2月2日公開、矢城潤一監督）
- 探偵はBARにいる2 ススキノ大交差点 （5月11日公開） - 相田 役
- 俺俺（5月25日公開） - 刑事 阿久根 役
- リアル〜完全なる首長竜の日〜（6月1日公開、黒沢清監督）- 晴彦 役

2014年
- 御手洗薫の愛と死（1月18日公開、両沢和幸監督） - 笹岡 役
- 野のなななのか（5月17日公開、大林宣彦監督） - 鈴木春彦 役
- MONSTERZ モンスターズ（5月30日公開） - 柴本孝雄 役

2015年
- さよなら歌舞伎町（1月24日公開、廣木隆一監督） - 池沢康夫 役
- マエストロ!（1月31日公開） - 相馬宏明 役
- 深夜食堂（1月31日公開、松岡錠司監督） - 剣崎竜 役
- ソロモンの偽証 前篇・事件 / 後篇・裁判（3月7日・4月11日公開、松竹） - 北尾教諭 役
- HERO（7月18日公開、鈴木雅之監督） - 川尻健三郎 役

2016年
- 星ガ丘ワンダーランド（3月5日公開） - 清川藤二 役
- グッドモーニングショー（10月8日公開） - 黒岩哲人 役
- 続・深夜食堂 （11月5日公開、松岡錠司監督） - 剣崎竜 役
- ミュージアム（11月12日公開、大友啓史監督）

2017年
- アウトレイジ 最終章 （10月7日公開、北野武監督） - 繁田 役
- 探偵はBARにいる3（12月1日公開、吉田照幸監督） - 相田 役

2018年
- 素敵なダイナマイトスキャンダル（3月17日公開、冨永昌敬監督） - 諸橋係長 役
- のみとり侍（5月18日公開、鶴橋康夫監督） - 牧野備前守忠精 役
- 検察側の罪人（8月24日公開、原田眞人監督） - 諏訪部利成 役
- コーヒーが冷めないうちに（9月21日公開、塚原あゆ子監督） - 房木康徳 役

2019年
- この道（1月11日公開、佐々部清監督） - 与謝野鉄幹 役
- 引っ越し大名!（8月30日公開、犬童一心監督） - 本村三右衛門 役
- ヒキタさん! ご懐妊ですよ（10月4日公開、細川徹監督） - 主演・ヒキタクニオ 役。

#### 2020年代
2020年
- グッドバイ〜嘘からはじまる人生喜劇〜（2月14日公開、 成島出監督） - 漆山連行 役
- 糸（8月21日公開、 瀬々敬久監督） - 富田幸太郎 役
- 罪の声（10月30日公開、土井裕泰監督） - 水島洋介 役
- 日本独立（2020年12月18日公開、 伊藤俊也監督） - 近衛文麿 役
- サヨナラまでの30分（1月24日公開、 荻原健太郎監督） - 吉井冨士男 役

2021年
- バイプレイヤーズ 〜もしも100人の名脇役が映画を作ったら〜（4月9日公開、松居大悟監督） - 松重豊（本人） 役（4人での複数主演）
- 老後の資金がありません!（10月30日公開、前田哲監督） - 後藤 章 役

2022年
- コンフィデンスマンJP -英雄編-（1月14日公開、田中亮監督）- 丹波 役
- 大怪獣のあとしまつ（2月4日公開、東映 / 松竹、三木聡監督） - 八見雲 登 役
- 余命10年（3月4日公開、ワーナー・ブラザース映画、藤井道人監督）- 高林 明久 役
- ツユクサ（4月29日公開、平山秀幸監督）- 篠田吾郎 役
- 夜を走る（5月13日公開予定、佐向大監督）

2023年
- ファミリア（1月6日公開、成島出監督） - 青木 役
- 逃げきれた夢（6月9日公開、二ノ宮隆太郎監督） - 石田啓司 役
- 夏空ダンス（6月30日公開、内村光良監督）

2024年
- 青春18×2 君へと続く道（5月3日、藤井道人監督） - 中里 役
- ラストマイル（8月23日、塚原あゆ子監督） - 神倉保夫 役
- Cloud クラウド（9月27日、黒沢清監督）
- 正体（11月29日、藤井道人監督） - 警視庁の刑事部長 役

2025年
- 劇映画 孤独のグルメ（1月10日、松重豊監督） - 主演・井之頭五郎 役

### オリジナルビデオ
- 闘牌伝アカギ（1995年） - 矢木圭二 役
- ブリード 血を吸う子供（2000年/監督：瀬々敬久）- タジマ 役
- 真・雀鬼5 新宿麻雀決戦（2000年） - 吉野泰三 役
- 極道烈伝 桜と龍（2001年）
- 仁義29 極道死体強奪（2001年）
- 本気!序章（2001年）
- 録音霊（2001年）
- 超極道（2002年） - 冨樫組竜王会組長 南 役
- 極道抗争勃発 東京（2002年）
- 大脱獄（2002年） - （友情出演）
- 東京フレンズ 第2・3・5話（2005年、エイベックス） - 白川 役

### テレビアニメ
- ダイナ荘びより（2021年） - ティラノサウルス 役[118]

### 劇場アニメ
- 百日紅 〜Miss HOKUSAI〜（2015年） - 葛飾北斎 役[119]
- 犬王（2022年） - 友魚の父 役[120]
- 果てしなきスカーレット（2025年公開予定） - コーネリウス 役[121]

### 吹き替え
- アーロと少年（2016年3月12日） - ブッチ 役[122]
- ヒックとドラゴン 聖地への冒険（2019年12月20日） - グリメル 役[123]

### ラジオドラマ
- FMシアター（NHK-FM）
  - 新竹取物語 1000年女王（1992年1月4日・5日） - 夜森 役
  - ラブストーリーを読む老人（2001年9月8日）
  - 名もがりの町（2021年6月5日） - かすみの父 役
- 青春アドベンチャー（NHK-FM）
  - 猫のゆりかご（1993年4月19日 - 30日）
  - バイオレンスジャック（1994年10月11日 - 22日） - スラムキング 役
  - 盗まれた街 (1995年7月24日 - 8月4日)
  - 星の感触（1997年5月19日 - 30日） - 猫田研一 役
- 特集オーディオドラマ（NHK-FM）
  - アフリカの絵本（2003年5月3日）
  - 浅間（2004年1月3日）

### 朗読番組
- 音の風景・朗読シリーズ（2009年12月28日 - 2010年1月3日、NHK-FM）
- 朗読「松重豊が読む、司馬遼太郎『昭和という国家』」（2025年8月11日 - 15日、NHKラジオ第1）[124] - 第1 - 2章を全5回で朗読

### ラジオ番組
- 深夜の音楽食堂（2016年10月4日 - 、FMヨコハマ） - パーソナリティ[125] - ゲスト
- J-WAVE SELECTION TOKYO MIMI TAXI（2021年10月10日、J-WAVE） - ナビゲーター
- ラジオ深夜便・ミッドナイトトーク（2025年4月5日 - 、NHKラジオ第1・NHK-FM） - 偶数月第1土曜

### バラエティ番組
- WALKING EYES アルクメデス - アルクメデスの声
- 祝女〜shukujo〜 シーズン2（NHK総合）
- オールスター感謝祭
  - オールスター感謝祭'08秋 超豪華！クイズ決定版
  - オールスター感謝祭'13秋 芸能界No.1チーム決定戦！
  - オールスター感謝祭2016春
- 関口宏の東京フレンドパーク2018 新春ドラマ大集合SP!!
- おげんさんといっしょ（2019年10月 - 2025年3月、NHK総合） - スナック豊豊のママ[注 3]
- 俺達のノープラン×ドライブ（2019年5月25日[126]・2020年11月28日[127]・2022年1月29日[128]、福岡放送）

### ドキュメンタリー・紀行・教養番組
- ASIAN PASSION〜アジアを駆ける日本人〜（NHK九州沖縄ブロック） - ナレーション
- 英雄たちの選択（NHK BSプレミアム） - ナレーション
- NHKスペシャル（NHK総合）
  - 沢木耕太郎推理ドキュメント 運命の一枚〜"戦場"写真 最大の謎に挑む〜（2013年2月3日） - 語り
  - エネルギーの奔流（2014年5月24日） - 語り[129]
  - 追跡 パラダイスペーパー 疑惑の資産隠しを暴け（2017年11月12日） - 語り
  - 新・ドキュメント太平洋戦争[130]
    - 「1941 第1回 開戦（前編）」（2021年12月4日） - 朗読[131]
    - 「1941 第1回 開戦（後編）」（2021年12月5日） - 朗読[132]

  - 新・ドキュメント太平洋戦争1943 国家総力の真実 前編（2023年8月12日） - 朗読
  - 新・ドキュメント太平洋戦争1943 国家総力の真実 後編（2023年8月13日） - 朗読
- 日経スペシャル ガイアの夜明け（2014年4月15日、テレビ東京） - ナレーション
- 100分de名著「旧約聖書」（2014年5月7・14・21・28日、NHK Eテレ） - 朗読
- 昭和の選択（NHK BSプレミアム） - ナレーション
- 松重豊の人情紀行 美味しいブラジル2016（2016年7月17日、RKB毎日放送） - ナビゲーター
- 松重豊の大シベリア5000キロ〜日本人が知らない餃子ロード〜（2017年7月16日、RKB毎日放送、TBS系列5局ネット） - ナビゲーター[133]
- ドキュメンタリードラマスペシャル「リセット〜あの日、人生を変えた〜」（2019年6月2日、NHK BS1） - 語り
- 消えた戦国の城 白川郷の埋蔵金を追え!（2019年12月28日、テレビ愛知） - ナレーション[134]
- アニメ・イン・ザ・ダーク（2021年8月21日、NHK） - ナレーション
- SWITCHインタビュー 達人達（2021年11月27日、NHK） - 『dancyu』編集長である植野広生のリクエストによる対談[135][136]
- 池上彰と歩く謎解き日本地図（BSテレ東）
  - 2022年3月25日「銀座と上野を歩く」
  - 2022年12月25日「日本橋と新宿…孤独じゃないグルメも!」　
  - 2024年3月26日「松重豊と日本橋の海老天『金ぷら』に舌つづみ」
- ニッポンぶらり鉄道旅 (2023年4月24日 -、NHK BSプレミアム) - ナビゲーター(隠れ小鉄)

CM
現在
- Sansan「クラウド名刺管理サービス」（2013年 - ）- 部長 役
- 武田メガネ（2019年 - ）- 店長 役[137]
- 日本マクドナルド
  - マックデリバリー（2022年）[138]
  - 月見バーガー&スイーツ「月見ファミリー」（2022年 - ） [138][139][140][注 4]
- ダイショー
  - 鍋スープ（2022年 - ）[141][142]
  - 味・塩こしょう（2023年 - ）
- アットホーム
  - アットホーム家族（2022年 - 2024年）[143][144]
  - アットホームで住まいさがし（2024年 - ） [145]
- 清和「パッケージ通販」（2023年 - ）[146]
- ドリームベッド（2024年 - ）[147]
- moomoo証券（2024年 - ）[148]
- 日清医療食品「食宅便」（2024年 - ）
- 九州電力（2024年 - ）
- CP One Japan合同会社「Rocket One」（2025年 - ）

### 過去
- キリンビール
  - ビール工場〈生〉- ナレーション
  - 淡麗極上〈生〉（2016年）
- ロッテ「アーモンドチョコレート」- 警官 役（2000年 - 2001年）
- トヨタ自動車「BREVIS」（2001年）
- NTTドコモ「251i」（2002年） - ラジオCM
- トランスコスモス（2006年）
- 富士通「夢をかたちに」（2007年 - 2009年）[149]
- 東日本旅客鉄道「Suica」（2010年 - 2011年）
- サントリー「オールフリー」（2010年 - 2011年）
- 味の素「Cook Do きょうの大皿」（2012年 - 2016年）- 父親 役
- 大和証券（2013年）
- サントリー食品インターナショナル
  - 抹茶入り 伊右衛門（2013年）
  - プライドオブボス（2017年）
- グリー「探検ドリランド」（2013年）
- 住友ゴム工業「MIRAIE」（2014年 - 2017年）
- 小林製薬
  - アンメルツNEO（2014年 - 2022年）
  - ナイシトールZ（2015年 - 2022年）
  - ギャクリア（2015年 - 2017年）
  - 漢方ヒロレス 十全大捕湯錠（2019年 - 2020年）
- KDDI「auスマートバリュー」（2014年）
- 高橋書店（2014年 - 2015年）
- ユーキャン（2015年）
- 日本スポーツ振興センター「BIG」（2015年）
- サッポロビール
  - ヱビスビール（2015年 - 2016年）[150]
  - ニッポンのシン・レモンサワー（2023年 - 2024年）[151][152]
- バンダイナムコエンターテインメント「ドリフトスピリッツ」（2015年）
- 損保ジャパン日本興亜 （2015年 - 2020年3月）
- Cygames「グランブルーファンタジー」（2015年 - 2016年） - 父親 役[153][154]
- WOWOW（2016年 - 2017年）[155]
- 米久
  - 御殿場高原あらびきポーク（2017年 - 2019年3月）[156][157]
  - スーパーブー®BOOホワイトあらびき（2018年 - 2019年3月）[158]
- はごろもフーズ
  - はごろも舞（2017年 - 2018年）[159]
  - ポポロスパ CarbOFF（2017年 - 2020年）[160]
  - おさかなでPASTA（2017年 - 2018年）
  - シーチキン食堂（2018年 - 2020年）
  - 味きざみ（2019年）
- LINE「LINEバイト」（2017年）
- 日本航空（2017年 - 2020年・2024年 - 2025年）- 2024年から2025年のCMは『劇映画 孤独のグルメ』のコラボレーションCM
- サントリースピリッツ 「こくしぼりプレミアム」（2018年）[161]
- 損保ジャパン日本興亜ひまわり生命「リンククロス 笑顔をまもる認知症保険」（2018年 - 2020年3月）[162][163][164]
- ソフトバンク「ウルトラギガモンスター」（2018年） - ほぼ松重豊のタクシー運転手 役
- 大東建託「家族はつながる、つながってゆく」（2018年 - 2020年）- 松田家の父親 役[165][166][167][168]
- カゴメ「野菜一日これ一本」（2020年 - 2022年）[169]
- パナソニック「ナノイー X」（2020年 - 2021年）- 父親 役
- ERAGAME「正伝三国志」（2020年 - 2021年）
- PayPay「超P祭」（2021年）- 飲食店の店主 役
- オリックス生命保険（2022年 - 2023年）
- AOKI「パジャマスーツ」（2022年）
- 福島県
  - ブランド米（2022年 - 2024年1月） - ナレーション [170][171][171]
  - 福島を愛しております。 篇（2024年）[172]
- さとふる（2023年） - ご近所さん 役[173]
- ACジャパン「全国こども支援センター むすびえ 支援キャンペーン」（2024年 - 2025年）[174]

ナレーションのみ
- 日産自動車「ローレル」（1999年）
- 日本農産工業「ヨード卵・光」
- FM横浜
- ハウス食品「うまいっしょ」
- 住友ゴム工業「ダンロップ」
- サンヨー食品「五目チャンポン」
- グラクソ・スミスクライン「ポリデント」
- 住友銀行

### PV
- RAMMELLS「真っ赤な太陽」（2019年）[175]
- 星野源「Ain't Nobody Know」（2019年）- Behind the Scenesにも出演[176]
- TUBE×GACKT「サヨナラのかわりに」（2024年）※遠藤憲一と共演[177]

### 著書
- 空洞のなかみ（毎日新聞出版、2020年10月24日）ISBN 978-4-620-32646-7[178]
- たべるノヲト。（マガジンハウス、2024年10月10日）ISBN 978-4-8387-3292-0[179]

## 受賞歴
- 2008年 
  - 第62回毎日映画コンクール 助演男優賞 （『しゃべれども しゃべれども』 - 湯河原太一 役）[4]
- 2010年
  - 第31回ヨコハマ映画祭 助演男優賞（『ディア・ドクター』）
- 2013年
  - 第22回東京スポーツ映画大賞 男優賞（『アウトレイジ ビヨンド』- 他の共演者11人[注 5]と共同受賞）
- 2014年
  - 第11回ドラマオブザイヤー 助演男優賞[180]
- 2018年
  - 第27回東京スポーツ映画大賞 助演男優賞（『アウトレイジ 最終章』 - 大杉漣、大森南朋、ピエール瀧、金田時男と共同受賞）
- 2020年
  - 第28回橋田賞[181]
- 2023年
  - 第40回ベストジーニスト 協議会選出部門[182]